# 肾瓣棘豆
肾瓣棘豆（学名：Oxytropis reniformis）为豆科棘豆属下的一个种。